# حوت دالان
حوت دالان (الاسم العلمي:†Dalanistes) هو جنس منقرض من الثدييات يتبع فصيلة الحيتان الرمنغتونية من رتبة مزدوجات الأصابع.